# Premi César 1983
La cerimonia di premiazione della 8ª edizione dei Premi César si è svolta il 26 febbraio 1983 al Cinéma Le Rex di Parigi. È stata presieduta da Catherine Deneuve e presentata da Jean-Claude Brialy. È stata trasmessa da Antenne 2.
Il film che ha ottenuto il maggior numero di candidature (nove) è stato Una camera in città (Une chambre en ville) di Jacques Demy, mentre i film che hanno ottenuto il maggior numero di premi (tre) sono stati La spiata (La balance) di Bob Swaim e Il ritorno di Martin Guerre (Le retour de Martin Guerre) di Daniel Vigne.

## Vincitori e candidati
I vincitori sono indicati in grassetto, a seguire gli altri candidati.

### Miglior film
- La spiata (La balance), regia di Bob Swaim
- Una camera in città (Une chambre en ville), regia di Jacques Demy
- Danton, regia di Andrzej Wajda
- Passion, regia di Jean-Luc Godard

### Miglior regista
- Andrzej Wajda - Danton
- Jacques Demy - Una camera in città (Une chambre en ville)
- Jean-Luc Godard - Passion
- Bob Swaim - La spiata (La balance)

### Miglior attore
- Philippe Léotard - La spiata (La balance)
- Gérard Depardieu - Danton
- Gérard Lanvin - Tir groupé
- Lino Ventura - I miserabili (Les misérables)

### Miglior attrice
- Nathalie Baye - La spiata (La balance)
- Miou-Miou - Josepha
- Romy Schneider - La signora è di passaggio (La passante du Sans-Souci)
- Simone Signoret - L'étoile du Nord

### Migliore attore non protagonista
- Jean Carmet - I miserabili (Les misérables)
- Michel Jonasz - Qu'est-ce qui fait courir David?
- Gérard Klein - La signora è di passaggio (La passante du Sans-Souci)
- Jean-François Stévenin - Una camera in città (Une chambre en ville)

### Migliore attrice non protagonista
- Fanny Cottençon - L'étoile du Nord
- Stéphane Audran - Paradis pour tous
- Danielle Darrieux - Una camera in città (Une chambre en ville)
- Denise Grey - Il tempo delle mele 2 (La boum 2)

### Migliore promessa maschile
- Christophe Malavoy - Family Rock
- Jean-Paul Comart - La spiata (La balance)
- Tchéky Karyo - La spiata (La balance)
- Dominique Pinon - Il ritorno di Martin Guerre (Le retour de Martin Guerre)

### Migliore promessa femminile
- Sophie Marceau - Il tempo delle mele 2 (La boum 2)
- Souad Amidou - Il grande fratello (Le grand frère)
- Fabienne Guyon - Una camera in città (Une chambre en ville)
- Julie Jézéquel - L'étoile du Nord

### Migliore sceneggiatura originale
- Jean-Claude Carrière e Daniel Vigne - Il ritorno di Martin Guerre (Le retour de Martin Guerre)
- Elie Chouraqui - Qu'est-ce qui fait courir David?
- Mathieu Fabiani e Bob Swaim - La spiata (La balance)
- Éric Rohmer - Il bel matrimonio (Le beau mariage)

### Miglior adattamento
- Jean Aurenche, Michel Grisolia e Pierre Granier-Deferre - L'étoile du Nord
- Jean-Claude Carrière - Danton
- Robert Hossein e Alain Decaux - I miserabili (Les misérables)
- Daniel Schmid e Pascal Jardin - Ecate (Hécate)

### Migliore fotografia
- Henri Alekan - La Truite
- Raoul Coutard - Passion
- Jean Penzer - Una camera in città (Une chambre en ville)
- Edmond Richard - I miserabili (Les misérables)

### Miglior montaggio
- Noëlle Boisson - Qu'est-ce qui fait courir David?
- Françoise Javet - La spiata (La balance)
- Henri Lanoë - Les quarantièmes rugissants
- Armand Psenny - Tir groupé
- Jean Ravel - L'étoile du Nord

### Migliore scenografia
- Alain Nègre - Il ritorno di Martin Guerre (Le retour de Martin Guerre)
- François de Lamothe - I miserabili (Les misérables)
- Bernard Evein - Una camera in città (Une chambre en ville)
- Alexandre Trauner - La Truite

### Migliore musica
- Michel Portal - Il ritorno di Martin Guerre (Le retour de Martin Guerre)
- Michel Colombier - Una camera in città (Une chambre en ville)
- Vladimir Cosma - Il tempo delle mele 2 (La boum 2)
- Georges Delerue - La signora è di passaggio (La passante du Sans-Souci)

### Miglior sonoro
- William Robert Sivel e Claude Villand - La signora è di passaggio (La passante du Sans-Souci)
- Pierre Gamet e Jacques Maumont - Les quarantièmes rugissants
- Gérard Lamps e André Hervée - Una camera in città (Une chambre en ville)
- Piotr Zawadzki, Dominique Hennequin e Jean-Pierre Ruh - Danton

### Miglior film straniero
- Victor Victoria, regia di Blake Edwards
- La donna del tenente francese (The French Lieutenant's Woman), regia di Karel Reisz
- E.T. l'extra-terrestre (E.T. the Extra-Terrestrial), regia di Steven Spielberg
- Yol, regia di Şerif Gören e Yilmaz Güney

### Migliore opera prima
- Mourir à trente ans, regia di Romain Goupil
- Josepha, regia di Christopher Frank
- Lettres d'amour en Somalie, regia di Frédéric Mitterrand
- Tir groupé, regia di Jean-Claude Missiaen

### Miglior cortometraggio d'animazione
- La légende du pauvre bossu, regia di Michel Ocelot
- Chronique 1909, regia di Paul Brizzi e Gaëtan Brizzi
- Sans préavis, regia di Michel Gauthier

### Miglior cortometraggio di fiction
- Bluff, regia di Philippe Bensoussan
- Corre, gitano, regia di Tony Gatlif
- Merlin ou le cours de l'or, regia di Arthur Joffé
- La saisie, regia di Yves-Noël François

### Miglior cortometraggio documentario
- Junkopia, regia di Chris Marker
- L'ange de l'abîme, regia di Annie Tresgot
- Los montes, regia di José María Martín Sarmiento
- Sculptures sonores, regia di Jacques Barsac